# Janusz Korczak
Janusz Korczak (născut Henryk Goldszmit; n. 22 iulie 1878, Varșovia, Imperiul Rus – d. 7 august 1942, Lagărul de exterminare Treblinka, Guvernământul General) a fost un medic pediatru și pedagog polonez, evreu de naționalitate, scriitor publicist și activist social.   
Korczak a fost un pedagog inovator și autorul unor publicații despre teorie și practică în educație. A fost un precursor al drepturilor copiilor și un apărător al egalității între copii. În calitate de director al unui orfelinat, el a inițiat, printre altele, un tribunal al copiilor, în care ei înșiși să-și rezolve propriile probleme; li se permitea, de asemenea, să depună plângeri la adresa profesorilor.
Cunoscutul psiholog elvețian Jean Piaget, care a vizitat orfelinatul fondat și condus de Korczak, spunea despre el: „Acest om minunat a avut curajul de a-și pune toată încrederea în copiii și adolescenții de care avea grijă, ajungând până în punctul în care le-a încredințat problema educației în propriile mâini, însărcinându-i cu cele mai grele probleme, care cer mari responsabilități”. 
Korczak a creat prima revistă care publica materiale trimise de copii și care era adresată îndeosebi copiilor - „Mica Revistă” („Mały Przegląd”). A fost unul dintre pionierii cercetărilor în domeniul dezvoltării și psihologiei copilului, cât și diagnosticării educaționale. 
Evreu polonez, Janusz Korczak a declarat de-a lungul vieții că aparține ambelor națiuni: polonă și evreiască .

## Copilăria și educația
Korczak, născut la Varșovia într-o familie de evrei polonezi, este fiul lui Joseph Goldszmit (1844-1896), avocat, și al Cecyliei, născută Gębicka (1853/4-1920). Certificatul său de naștere nu a putut fi recuperat, motiv pentru care data nașterii rămâne incertă. Familia Goldszmit era originară din Lublin, iar familia din partea mamei, Gębicki, provenea din regiunea Poznań; străbunicul său, Maurycy Gębicki, și bunicul său, Hersz Goldszmit, au fost medici . Mormintele aparținând tatălui său și bunicilor materni (mormântul mamei nu a fost niciodată găsit) se găsesc în Cimitirul Evreiesc de pe strada Okopowa din Varșovia. 
Starea economică inițial stabilă a familiei Goldszmit a început să se deterioreze din cauza bolii mintale de care suferea tatăl, care la începutul anilor ‘90 a fost internat, cu simptome de nebunie, într-un centru psihiatric. Tatăl lui a murit la 26 aprilie 1896. După moartea acestuia, Korczak - pe atunci un tânăr de 17-18 ani - a început să acorde meditații pentru a-și întreține familia. Mama lui, Cecylia Goldszmit, închiria camerele din apartamentul lor din Varșovia. Korczak a trecut examenul de bacalaureat („matura”) la vârsta de 21 de ani. 
În copilărie Janusz Korczak citea foarte mult. Mulți ani după, într-un jurnal scris în ghetou, el nota: „Căzusem pradă cititului nebunesc, de neoprit. Lumea dispărea din fața ochilor mei, pentru ca numai cartea să existe.” În anul 1898 s-a înscris la Facultatea de Medicină din cadrul Universității Imperiale din Varșovia. În vara lui 1899, a călătorit pentru prima dată în străinătate, în Suedia, unde a învățat despre activitățile și munca pedagogică ale lui Johann Heinrich Pestalozzi. Către sfârșitul aceluiași an, a fost arestat pentru o perioadă scurtă pentru activitățile întreprinse în sălile de lectură din cadrul Asociației Caritabile din Varșovia. A studiat 6 ani, repetând anul întâi (primul curs). A studiat și la „Universitatea zburătoare" (o universitate clandestină care promova auto-educarea). În timpul studenției, a simțit ce înseamnă viața în cartierele mărginașe, proletariatul și lumpenproletariatul. A aparținut Lojei Masonice „Steaua de Mare” a Federației Internaționale „Drepturile Omului”, fondată pentru „a uni toți oamenii care sunt separați de bariere religioase, pentru a căuta adevărul și a respecta celelalte ființe umane” .

## Medic
A absolvit medicina la 23 martie 1905. În iunie a fost înrolat ca medic pe front de către armata țaristă (Polonia era atunci sub ocupație rusească) și a participat la războiul ruso-japonez. A servit la Harbin. A învățat chineza de la copiii manciurieni. S-a întors la Varșovia la sfârșitul lui martie 1906. Între anii 1905-1912 a lucrat ca pediatru la Spitalul de Copii „Berson și Bauman”⁠(d). În schimbul unui apartament în interiorul spitalului, luându-și numele de „medic local”, era mereu de gardă și muncea cu mult devotament. În practica sa medicală, nu evita zonele locuite de proletariat. De multe ori, cerea numai o plată simbolică pentru serviciile oferite pacienților săraci sau le oferea bani pentru medicamente și nu ezita să pretindă prețuri ridicate de la cei bogați, lucru pe care și-l permitea datorită popularității sale ca scriitor. 
Între anii 1907-1910/1911, s-a școlit în străinătate, participând la conferințe, făcând rezidențiate în clinici pentru copii, vizitând cămine de copii și instituții de binefacere. A petrecut aproape un an la Berlin (1907-1908), patru luni la Paris (1910) și o lună în Londra (1910 sau 1911). După cum a scris câțiva ani mai târziu, în Londra a luat decizia de a nu-și întemeia o familie și de „a-și dedica viața servirii copiilor și cauzelor acestora”. Era foarte activ social în acea perioadă și făcea parte, printre altele, din Societatea de Igienă de la Varșovia și Societatea Taberelor de Vară. În anii 1904, 1907 și 1908, a muncit în cadrul taberelor de vară organizate pentru copiii evrei și polonezi. În 1906 a publicat cartea „Copilul salonului”, foarte bine primită de cititori și critici. Din acest moment, mulțumită promovării câștigate din publicații, devine un pediatru de renume și foarte căutat în Varșovia. În anul 1909 s-a alăturat Societății Evreiești „Ajutor pentru Orfani”, care câțiva ani mai târziu avea să construiască „Casa Orfanilor”, al cărei director avea să devină chiar Korczak.
În timpul Primului Război Mondial a fost din nou chemat la datorie de către armata țaristă. A servit în calitate de șef al unei divizii medicale de pe front, în principal în Ucraina. În anul 1917 a fost solicitat să practice medicina în adăposturile pentru copiii ucrainieni din Kiev. Cu doi ani în urmă, în timpul unei scurte vacanțe petrecute la Kiev, o cunoscuse pe Maria Rogowska Falska, activistă a independenței comunității poloneze, care administra un cămin pentru băieți polonezi. După ce și-a terminat serviciul în cadrul Armatei Ruse cu rang de căpitan, s-a întors la Varșovia în iunie 1918. Imediat după declararea independenței Poloniei (11 noiembrie 1918), Korczak s-a întors în armată. De data aceasta, a fost repartizat în proaspăt restaurata Armată Poloneză. În timpul războiului sovieto-polonez (1919-1921), a servit ca medic în spitalele militare din Łódź și Varșovia. A suferit și de tifos. Pentru munca depusă, a fost promovat la rangul de maior în cadrul Armatei Poloneze.

## Pedagog

### Teorii
Încă de la începutul tinereții, Korczak arăta interes pentru probleme legate de creșterea copiilor, fiind influențat de viziunea și practicile „noii educații”. A fost influențat de asemenea de teoria progresismului pedagogic dezvoltată, printre alții, de John Dewey, dar și de lucrările lui Decroly, Montessori sau ale altor pedagogi mai timpurii - Pestalozzi, Spencer și Fröbel; era familiarizat cu conceptele pedagogice ale lui Tolstoi . A pus accentul pe nevoia dialogului cu copiii.
A publicat și a ținut prelegeri pe teme legate de creșterea copiilor și pedagogie. A câștigat experiență în lucrul cu copiii, mai întâi ca meditator, mai târziu ca activist comunitar, apoi din poziția de director al Casei Orfanilor și cofondator al orfelinatului Casa Noastră. În perioada interbelică, a predat la o serie de universități din țară, printre altele la Institutul Național pentru Educație Specială (în prezent Academia pentru Educație Specială „Maria Grzegorzewska”), la Seminarul de Stat pentru Profesori de Iudaism și la Institutul Național pentru Profesori. 
Korczak era un avocat al emancipării copiilor, autodefinirii și respectării drepturilor acestora. Principiile democratice pe care Korczak le aplica, în egală măsură, în relația cu adulții și copiii, erau puse în practică zilnic în instituțiile lui, prin intermediul sistemului de auto-guvernare al copiilor. „Un copil înțelege și raționalizează asemenea unui adult – doar că nu beneficiază de același bagaj de experiențe” [sursă necunoscută].
Revista publicată de și pentru copii le-a servit acestora drept forum, a fost un centru de talente și o bază solidă de aculturație, în special pentru copiii din familiile evreiești ortodoxe. Doctorul Korczak a optat pentru resocializarea și ocrotirea complexă și inovativă a copiilor marginalizați social.
El declara că locul unui copil este în compania colegilor de-o seamă cu el, și nu acasă. Și-a dorit cu ardoare ca aceștia să se elibereze de convingerile și ideile lor fragede, să fie supuși unui proces de socializare, pregătindu-se astfel pentru viața adultă. A încercat să ofere copiilor o copilărie lipsită de griji – dar nu lipsită de obligații. Considera că un copil ar trebui să înțeleagă și să experimenteze emoțional o situație, să tragă concluzii independent și, eventual, să prevină posibile consecințe. „Nu există copii, există oameni”, scria Korczak. 
Korczak considera toți copiii pe care-i îngrijea sau creștea ca fiind ai săi. Activitățile sale ulterioare au confirmat acest lucru. Convingerile sale altruiste nu îl lăsau să favorizeze ori să discrimineze niciun grup din cei pe care îi avea în grijă. Nu considera familia tradițională a fi cel mai important liant, fundamental în relațiile sociale. Nu a acceptat rolul pe care aceasta îl juca în mediile creștine conservatoare și în cele tradiționale evreiești. 
Elementele-cheie în viziunea lui Korczak despre educație sunt:
- respingerea violenței - fizică, verbală, venită din partea cuiva mai în vârstă sau cu o poziție mai înaltă;
- ideea de interacțiune educațională între adulți și copii, care a dus la lărgirea spectrului pedagogiei clasice;
- convingerea că un copil este o ființă umană la fel ca un adult;
- principiul conform căruia procesul educațional ar trebui să ia în considerare individualitatea fiecărui copil în parte;
- credința că un copil este cel mai în măsură să spună care îi sunt nevoile, aspirațiile și emoțiile, deci are dreptul la propriile opinii, care trebuie luate în considerare de adulți;
- a oferi unui copil dreptul la respect, ignoranță, eșec, intimitate, la propriile opinii și la proprietate;
- recunoașterea procesului de dezvoltare a copilului drept o muncă foarte grea.

### Percepția actuală
Astăzi, Janusz Korczak este recunoscut din ce în ce mai mult drept un precursor a numeroase curente în pedagogie. Perspectiva lui Korczak asupra drepturilor copiilor este un punct de referință pentru mulți autori contemporani . „A face o reformă a lumii înseamnă a reforma educația”, gândea Korczak. 
Korczak este considerat  a fi unul dintre pionierii unui curent pedagogic numit astăzi „educație morală“, deși nu a dezvoltat nicio teorie sistematică pe acest subiect  Ideile sale pedagogice moderne erau bazate pe practică. Se opunea doctrinei didactice, deși era documentat în legătură cu tendințele psihologice și pedagogice ale vremii . Conform spuselor lui Igor Newerly , Korczak nu se identifica cu nicio ideologie politică sau doctrină educațională. 
Cu toate acestea, Korczak este văzut ca un precursor al câtorva curente. Kohlberg⁠(d) consideră că a sa Comunitate pentru Dreptatea Copiilor  este bazată pe practicile lui Korczak. A fost sugerat  cum că Paulo Freire și Korczak ar avea viziuni similare privind democrația în școală și teoria dialogului între copii. Susținătorii iubirii pedagogice își bazează teoria pe modelul relației profesor-elev dezvoltat de Korczak . Alți autori  caută la Korczak și la Martin Buber începuturile curentului „educației religioase”. Ideile lui Korczak sunt folosite în metoda „ideologiei normalizării”, utilizată în educarea copiilor cu dizabilități intelectuale . Perspectiva lui asupra creșterii copiilor a influențat inițiativele legislative postbelice dedicate copiilor. Polonia a contribuit în mare măsură și a devenit parte activă în pregătirea Declarației drepturilor copilului, inițiind, de asemenea, „Convenția asupra Drepturilor Copilului”, adoptată de Adunarea Generală a Națiunilor Unite la 1989. 

## Casa Orfanilor și Casa Noastră

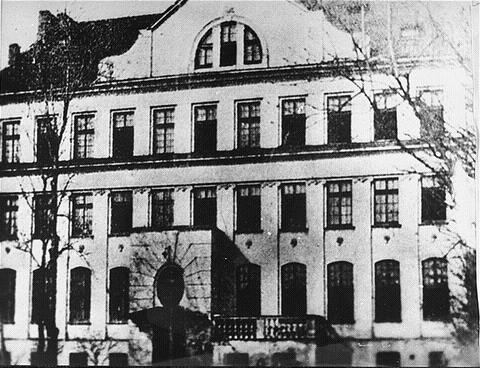
Orfelinatul Dom Sierot de pe strada Krochmalna 92, unde a lucrat și a locuit (la mansardă) Janusz Korczak

Împreună cu Stefania Wilczyńska⁠(d), a fondat și condus Casa Orfanilor localizată pe strada Krochmalna nr. 92 (în prezent strada Jaktorowska nr. 6) - un orfelinat în Varșovia dedicat copiilor evrei, finanțat de Societatea Evreiască „Ajutor pentru Orfani”. La 7 octombrie 1912 casa și-a început activitatea, iar Korczak i-a devenit director. Stefania Wilczyńska (1886-1942) - cunoscută drept Domnișoara Stefa - a devenit educatoarea principală. Korczak a condus orfelinatul timp de 30 de ani. La sfârșitul lui octombrie și începutul lui noiembrie 1940, Casa Orfanilor a fost mutată în ghetou, pe strada Chłodna. Intervenind în legătură cu mutarea, Korczak a fost arestat pe loc. Naziștii l-au încarcerat în închisoarea Pawiak, dar a fost eliberat pe cauțiune după câteva săptămâni. 
Începând cu anul 1919, Korczak și Maria Falska au fondat o altă instituție dedicată copiilor - orfelinatul Casa Noastră pentru copii polonezi, inițial localizat în Pruszków, lângă Varșovia, iar din 1928, în cartierul Bielany din Varșovia. Colaborarea cu Falska a durat până în 1936. Metode educaționale inovatoare au fost folosite și în orfelinatul Casa Noastră. Ambele instituții, dedicate copiilor cu vârste cuprinse între 7-14 ani, au implementat conceptul comunității autonome, care își crea propriile instituții, precum parlamentul, tribunalul, un ziar, un program de lucru, un notariat și un centru de împrumut. Pe 11 noiembrie 1925 (de ziua Independenței Naționale a Poloniei), Korczak a fost decorat pentru activitatea sa pedagogică, primind Crucea de Ofițer al Ordinului Renașterea Poloniei.

## Scriitor, publicist, om de radio
Și-a făcut debutul pe 26 septembrie 1896, în săptămânalul „Kolce”. În perioada studiilor liceale nu avea voie să publice oficial în presă, așadar își semna lucrările cu pseudonimul „Hen”, mai târziu folosind și alte pseudonime, precum Hen-Ryk, Hagot, Bătrânul Doctor. Pseudonimul Janasz Korczak, care, într-o formă puțin modificată: Janusz Korczak, a devenit mai faimos decât propriul nume, a fost luat din cartea lui J.I. Kraszewski, „Janasz Korczak și frumoasa fiică a fierarului”. L-a folosit pentru prima dată în 1898, semnând cu el prima sa dramă în patru acte, „Încotro?”, pe care a trimis-o la o competiție de scrieri dramatice. Piesa în sine nu a supraviețuit. Între anii 1898-1901, a publicat în revista „Sală de Lectură pentru Toți”. Începând cu anul 1990, începe să publice sub numele Janusz Korczak, semnând chiar și scrisori personale cu acest nume, fără să renunțe la celelalte pseudonime. Sub numele Hen-Ryk a colaborat cu săptămânalul satiric „Kolce”. Începând cu anul 1901, începe să scrie foiletoane. În 1905 scoate o selecție de foiletoane publicate de el în „Kolce”, sub titlul „Nimicuri”, și romanul „Copiii străzii” [1901]. 
Bibliografia lui Korczak cuprinde 24 de cărți și peste 1400 de texte tipărite în diverse reviste. S-au păstrat numai câteva manuscrise, texte dactilografiate și documente, printre care și scrisori; aproximativ 300 de poziții în total. Lucrările sale pedagogice considerate cele mai de preț sunt: ciclul de patru cărți Cum iubești un copil⁠(d) (1920), „Momente educaționale” (1924), „Când voi fi iarăși mic” (1925), Dreptul copilului la respect⁠(d) (1929) și „Pedagogie prin joacă” (1939). Dintre cărțile pentru copii, „Regele Maciuś I” și „Regele Maciuś și Insula Părăsită” (1923) s-au bucurat de cea mai mare popularitate, fiind traduse în peste 20 de limbi; alte titluri cunoscute includ „Falimentarea Micului Jack” (1924), „Regulile Vieții” (1930) și „Vrăjitorul Kajtuś” (1935). 
Pentru opera sa literară, Korczak a primit în 1937 Laurul Academic De Aur din partea Academiei Literare Poloneze⁠(d) [48]. În timpul celui de-al Doilea Război Mondial, el a ținut un jurnal, considerat astăzi important datorită contextului în care a fost scris și experiențelor de război ale autorului. 
În munca sa pedagogică Korczak folosea instrumente foarte moderne pentru acea vreme. A fondat ziarul pentru copii și adolescenți „Mica Revistă” (1926-1939). Ziarul a apărut în forma unui supliment săptămânal al cotidianului polonez „Revistă noastră”. Primul număr a fost tipărit pe 9 octombrie 1926 și a fost prima revistă din Polonia scrisă de copii. Începând cu anul 1930, scriitorul Jerzy Abramov, cunoscut după război drept Igor Newerly, a fost editorul revistei, dar și asistentul lui Korczak. Revista a funcționat în ciuda antisemitismului, intoleranței și segregării rasiale, răspândite în anii ’30. Ultimul număr a fost publicat la 1 septembrie 1939. 
Deja un pedagog distins, Bătrânul Doctor își derula activitatea participând și la emisiuni de radio. Și-a creat un stil personal prin care se adresa publicului tânăr, vorbindu-le simplu despre subiecte considerate importante de aceștia. În anul 1936, în ciuda opiniilor entuziaste din partea ascultătorilor și criticilor, programele educaționale ale doctorului au fost retrase din emisie din cauza atmosferei antisemite crescânde și a presiunilor venite din exterior. Korczak s-a întors la radio doi ani mai târziu și le-a vorbit ascultătorilor Radioului Polonez chiar și după declanșarea războiului, în primele zile din septembrie 1939.

## Al Doilea Război Mondial, ghetoul, ultimul marș
Cât timp a fost ofițer al Armatei Poloneze⁠(d), după izbucnirea celui de-al Doilea Război Mondial, Korczak s-a oferit voluntar pentru serviciile militare, dar nu a fost acceptat din cauza vârstei înaintate. În timpul ocupației germane a purtat uniforma Armatei Poloneze. A suferit de pe urma însemnării prin Steaua lui David, impusă evreilor de către naziști, și pe care o considera o discreditare a simbolului însuși. Și-a petrecut ultimele zile din viață în ghetoul din Varșovia. Newerly, care mai târziu avea să ajungă biograful lui Korczak, a încercat să îi facă rost de documente false din partea ariană a orașului, dar doctorul a refuzat să părăsească ghetoul. Aici, el s-a întors la vechile obiceiuri, scriind în jurnalul pe care l-a început în 1939. Timp de doi ani nu mai scrisese nimic, toată energia sa dedicând-o copiilor de la Casa Orfanilor și altor activități legate de situația copiilor din ghetou. Jurnalul său a fost prima oară publicat la Varșovia, în 1958. Ultima intervenție a autorului în jurnal datează de la 4 august 1942. 
În dimineața zilei de 5 sau 6 august 1942, zona Micului Ghetou a fost înconjurată de serviciile SS și de soldați ai trupelor ucrainene și letone. În timpul așa-numitei „Marea Acțiune”, prima etapă a exterminării populației din ghetoul Varșoviei de către germani, el a refuzat din nou să primească ajutor, nedorind să-i părăsească pe copii și personalul orfelinatului. 
În ziua deportării din ghetou, Korczak și-a însoțit copiii până la Umschlagplatz, de unde aveau să-i transporte spre lagărele de concentrare. În jur de 200 de copii și câteva zeci de profesori, printre care și Stefania Wilczyńska, au participat la acest marș, care a rămas legendar. A devenit unul dintre miturile războiului și o temă frecvent amintită, care nu se bazează neapărat pe detalii coerente și credibile. 
„Nu vreau să fiu vreun iconoclast sau un spărgător de mituri – dar trebuie să spun cum am văzut lucrurile atunci. În atmosferă se simțea o inerție fără margini, automatism, apatie. Nicio mișcare nu dădea de înțeles că Korczak ar fi acolo, n-a fost niciun salut (cum spun unii), cu siguranță nu a existat nicio intervenție din partea trimișilor Judenratului - nimeni nu s-a apropiat de Korczak. Nu au fost gesturi, cântece sau capete mândru ridicate, nu-mi amintesc dacă cineva purta steagul Casei Orfanilor, dar așa se spune. Era o liniște epuizantă și îngrozitoare. (…) Câțiva dintre copii se țineau de hainele lui Korczak, poate chiar de mână, mergeau purtați parcă de o transă. I-am condus până la poarta Umschlagului...” .
Potrivit altor versiuni, copiii au mărșăluit, grupați câte patru, și au purtat steagul cu Regele Maciuś I, eroul romanului scris de profesorul lor. Fiecare copil ducea cu el jucăria sau cartea preferată. Unul dintre băieții aflați în fruntea marșului cânta la vioară . Ucrainenii și cei din serviciile SS pocneau din biciuri și trăgeau focuri în direcția copiilor, deși marșul era condus de unul dintre ei, care, se pare, avea o slăbiciune pentru copii . Janusz Korczak a fost omorât alături de copii în lagărul nazist de la Treblinka. În anul 1948 a fost premiat postmortem cu Medalia Crucii de Cavaler a Ordinului Renașterea Poloniei.

## Identitate
Janusz Korczak s-a identificat atât cu polonezii, cât și cu evreii. A luptat pentru a-i aduce pe evrei și polonezi mai aproape. Polona era limba lui maternă și cea în care și-a scris operele. A început să studieze ebraica abia în anul 1930, când a făcut cunoștință cu mișcarea sionistă, și înțelegea, datorită cunoștințelor sale de germană, și puțin idiș, care era limba maternă a multora dintre evreii din Polonia. Abia în anii ’30 a devenit mai interesat de renașterea națională a evreilor; a colaborat cu ziare ale organizațiilor sioniste de tineret, luând parte la seminariile susținute de acestea. În această perioadă, el a trecut și printr-o criză existențială și profesională. Într-o anumită măsură, cele două călătorii în Palestina, în 1934 și 1936, l-au ajutat să depășească această criză, după cum a și scris: „să absorbi trecutul, să ți-l însușești și să primești sprijin pentru soluții în prezent și - chiar - să poți privi înainte”.

## Filme
- Sunteți liber, doctore Korczak (germ. „Sie sind frei Doktor Korczak" - film german, regia Alexander Ford, 1975. Filmul descrie ultimii ani din viața lui Janusz Korczak, rol interpretat de Leo Genn).
- Korczak - film polonez, regia Andrzej Wajda, scenariul Agnieszka Holland, 1990. Prezintă destinul doctorului Korczak și, fragmentar, crima nazistă asupra copiilor și profesorilor din orfelinat, din timpul implementării Operațiunii Reinhardt. Rolul lui Korczak este interpretat de Wojciech Pszoniak.